# Red Allen
Henry James "Red" Allen, född 7 januari 1906 i Algiers i New Orleans, Louisiana, död 17 april 1967 i New York, var en amerikansk jazztrumpetare och sångare som i yngre år hade Louis Armstrong som en av sina stora förebilder. Allen spelade med musiker som Kid Ory, King Oliver, Luis Russell, Fletcher Henderson, Mill Blue Rhythm Band, och Clarence Williams.

## Biografi
Allen föddes och växte upp i Algiers, som ligger i New Orleans, La. på andra sidan av Mississippifloden, son till brassbandstrumpetaren och bandledaren Henry Allen (1877 - 1952). Allen Jr. tog tidigt trumpetlektioner av Peter Bocage och Manuel Manetta.
Allen spelade 1924 med Excelsior Brass Band och med Sam Morgan, George Lewis och Johan Casimir jazzband. Efter att ha spelat på flodbåtar på Mississippifloden reste han 1927 till New York för att gå med King Olivers orkester. Runt denna tid gjorde han inspelningar i Clarence Williams band. Red reste tillbaka till New Orleans där han arbetade med Fate Marable och Walter Fats Pichon, senare blev han erbjuden ett skivkontrakt med Victor Records och återvände då till New York, där han också gick med i Luis Russells band.
Han gick med Fletcher Hendersons orkester 1934. Han gjorde också en rad inspelningar i slutet av 1931 med Don Redman och med Lucky Millinders Mills Blue Rhythm Band från 1934 till 1937, efter vilket han återvände till Luis Russells band.
Allen fortsatt att göra många inspelningar under eget namn, samt inspelning med Fats Waller och Jelly Roll Morton samt Billie Holiday. Efter en kortare tid med Benny Goodman, skapade Allen sitt eget band på The Famous Door in Manhattan. Han turnerade sedan med sitt band runt i USA i slutet av 1950-talet.

## Död
Vid 58 års ålder fick Red Allen cancer hösten 1966, men han inledde en turné i Storbritannien med Alex Welshs Band. Han kom hem från turnén bara sex veckor före sin död, den 17 april 1967.
Den 4 juni 1967 hölls en hyllningskonsert till Allen. Några av hans vänner som spelade där var Coleman Hawkins, Earl Hines, JC Higginbotham, Roy Eldridge, Bobby Hackett, Vic Dickenson, Pee Wee Russell, Zutty Singleton, Wilber de Paris, Tyree Glenn, Sonny Greer, Tom Gwaltney, Lou Metcalfe, "Big Chief" Russell Moore, Bud Freeman, Charlie Shavers, Tony Parenti, Buddy Tate, Clark Terry, Yank Lawson, Sol Yaged, Jonah Jones och Jo Jones.